# 두 번째 시그널
《두 번째 시그널》는 2026년 1월부터 방송 예정인 tvN 토일 드라마다.

## 기획의도
과거가 바뀌면서 현재까지 바뀌며 벌어지는 사건과 인물 간의 이야기

## 제작진

### 극본
- 김은희

### 연출
- 안태진

## 등장 인물

### 주요 인물
- 이제훈 : 박해영 역
- 김혜수 : 차수현 역
- 조진웅 : 이재한 역
- 안재홍
- 손현주 : 장영철 역

### 특별 출연
- 조우진

## 시청률
최저 시청률과 최고 시청률은 시청률 조사회사와 지역별로 시청률에 차이가 있을 수 있습니다.
| 2026년 | 2026년 | 2026년         | 2026년       | 2026년 |
| 회차   | 방송일 | 닐슨 시청률    | 닐슨 시청률  |        |
| 회차   | 방송일 | 대한민국(전국) | 수도권(서울) |        |
| ------ | ------ | -------------- | ------------ | ------ |
| 제1회  | 1월    | %              | %            |        |
| 제2회  |        | %              | %            |        |
| 제3회  |        | %              | %            |        |
| 제4회  |        | %              | %            |        |
| 제5회  |        | %              | %            |        |
| 제6회  |        | %              | %            |        |
| 제7회  |        | %              | %            |        |
| 제8회  |        | %              | %            |        |

## 참고 사항
- 김은희는 두 번째로[2] 시즌제 드라마를 집필한다.

## 같이 보기
- 대한민국의 텔레비전 드라마 목록 (ㄷ)
- 2026년 대한민국의 텔레비전 드라마 목록